# Campeonato Português de Rugby de 2018–2019
O Campeonato Nacional da Divisão de Honra 2018/2019 contou com 8 clubes, acabando com o título do AEIS Agronomia
Final
18/05/2019 CF Belenenses - AEIS Agronomia, 10-18 no Campo de Monsanto.

## CN da Divisão de Honra - Fase Regular
|     |                           | Jogos | Jogos | Jogos | Jogos | Pontos de Jogo | Pontos de Jogo | Pontos de Jogo | Ensaios | Ensaios | Ensaios | Conversões | Conversões | Conversões | Pontos Bónus | Pontos Bónus | Pontos Bónus |      | Total Pontos |
| Pos | Equipa                    | J     | V     | E     | D     | Marc.          | Sofr.          | Dif.           | Marc.   | Sofr.   | Dif.    | T          | PP         | D          | Ofen.        | Defen.       | Ise          | RET. | Pts Tot      |
| --- | ------------------------- | ----- | ----- | ----- | ----- | -------------- | -------------- | -------------- | ------- | ------- | ------- | ---------- | ---------- | ---------- | ------------ | ------------ | ------------ | ---- | ------------ |
| 1   | CF Belenenses             | 14    | 11    | 1     | 2     | 420            | 287            | +133           | 50      | 35      | +15     | 31         | 36         | 0          | 3            | 1            | 0            | 0    | 50           |
| 2   | AEIS Agronomia            | 14    | 10    | 0     | 4     | 368            | 264            | +104           | 51      | 32      | +19     | 37         | 11         | 2          | 5            | 1            | 0            | 0    | 46           |
| 3   | Clube de Rugby do Técnico | 14    | 9     | 0     | 5     | 419            | 245            | +174           | 58      | 24      | +34     | 39         | 17         | 0          | 6            | 3            | 0            | 0    | 45           |
| 4   | GD Direito                | 14    | 6     | 0     | 8     | 327            | 308            | +19            | 38      | 42      | -4      | 28         | 26         | 1          | 1            | 5            | 0            | 0    | 30           |
| 5   | CDUL                      | 14    | 7     | 0     | 7     | 308            | 335            | -27            | 37      | 41      | -4      | 24         | 23         | 1          | 1            | 1            | 0            | 0    | 30           |
| 6   | CDUP                      | 14    | 5     | 1     | 8     | 267            | 388            | -121           | 31      | 51      | -20     | 17         | 22         | 3          | 1            | 1            | 0            | 0    | 24           |
| 7   | GDS Cascais               | 14    | 4     | 0     | 10    | 345            | 408            | -63            | 42      | 51      | -9      | 27         | 27         | 0          | 2            | 3            | 0            | 0    | 21           |
| 8   | AA Coimbra                | 14    | 3     | 0     | 11    | 231            | 450            | -219           | 27      | 58      | -31     | 18         | 20         | 0          | 0            | 2            | 0            | 0    | 14           |

## Calendário
|                           | CFB   | AGR   | CRT   | GDD   | CDUL  | CDUP  | GDS   | AAC   |
| CF Belenenses             |       | 29-12 | 41-18 | 40-15 | 39-31 | 27-21 | 30-18 | 59-12 |
| AEIS Agronomia            | 16-17 |       | 10-34 | 26-21 | 19-13 | 48-24 | 31-25 | 29-5  |
| Clube de Rugby do Técnico | 12-15 | 25-9  |       | 27-12 | 23-7  | 57-17 | 31-19 | 62-8  |
| GD Direito                | 20-21 | 19-28 | 20-26 |       | 42-19 | 31-15 | 20-24 | 25-17 |
| CDUL                      | 25-13 | 12-32 | 14-13 | 25-24 |       | 41-12 | 43-25 | 10-21 |
| CDUP                      | 20-20 | 18-27 | 26-24 | 3-20  | 29-18 |       | 26-18 | 32-9  |
| GDS Cascais               | 42-35 | 16-36 | 19-49 | 17-23 | 21-26 | 36-11 |       | 51-21 |
| AA Coimbra                | 25-34 | 5-45  | 28-18 | 20-35 | 22-23 | 12-13 | 26-14 |       |